# Geitlandsjökull

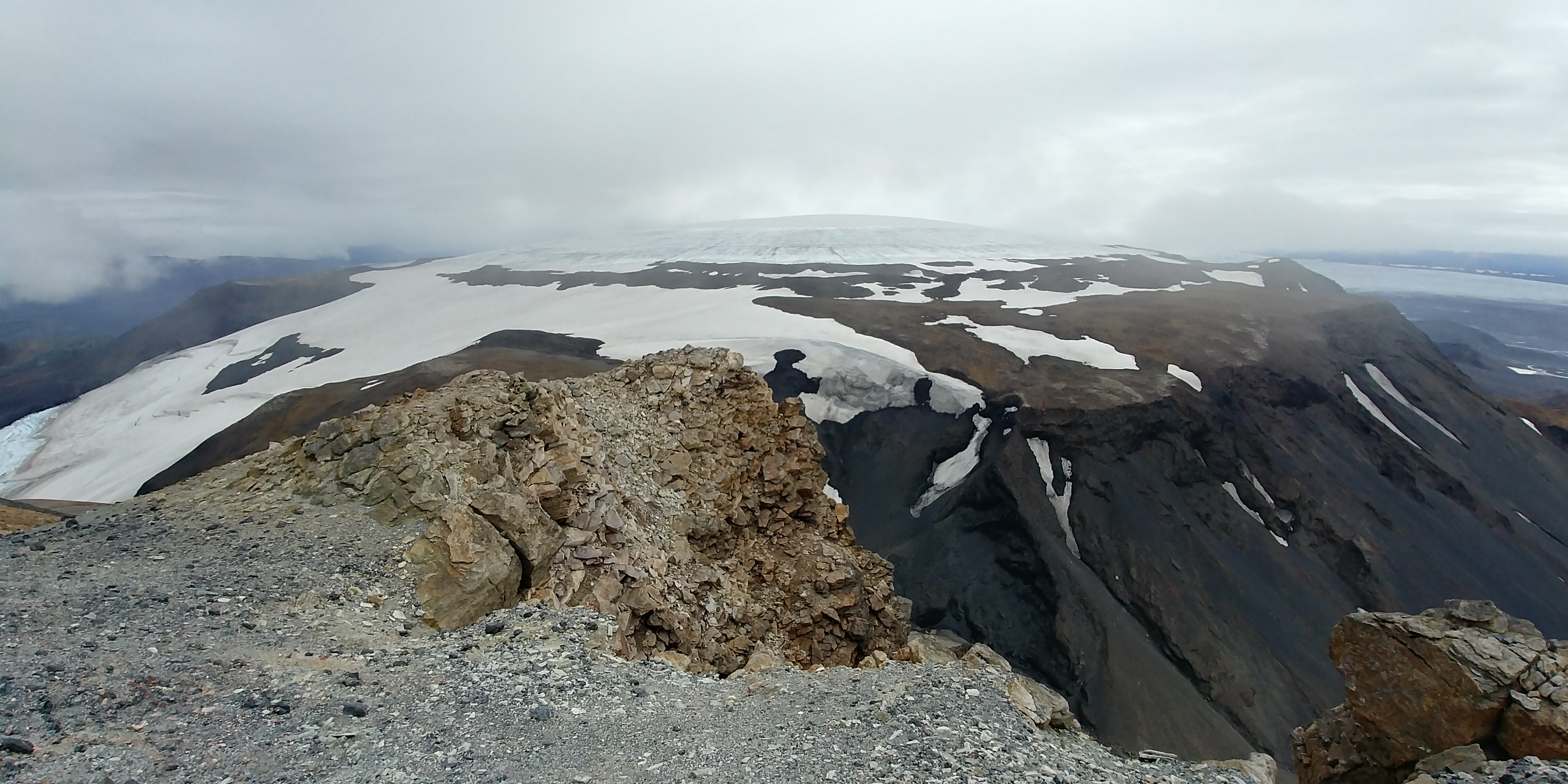
Geitlandsjökull vist des de Prestahnúkur, a l'est de la glacera.

Geitlandsjökull és una glacera lateral de Langjökull, el segon casquet glacial més gran d'Islàndia (d'uns 953 km²), a l'oest de l'illa. El punt més elevat de Geitlandsjökull, que es troba dalt d'una tuya, té una altitud de 1,400 m.